# Гарві Курцман
Гарві Курцман (англ. Harvey Kurtzman; 3 жовтня 1924, Бруклін, Нью-Йорк, США — †21 лютого 1993, Маунт-Вернон, Нью-Йорк, США) — американський художник і карикатурист, який заснував у 1922 році сатиричний журнал «Божевільні», що й досі видається, нині — DC Comics. Четвертий випуск журналу містив пародію на Супермена та Капітана Марвел під назвою «Супердупермен». National Periodicals (тодішня назва DC) погрожували судовим позовом, однак Курцман знайшов прецедент, котрий захищав право його команди на пародії. Ніякого позову не було, і пародія стала фірмовим знаком журналу.